# Bady Hassaine
Bady Hassaine (12 de octubre de 1955) es un expiloto de motociclismo argelino que compitió en el Campeonato del Mundo de Motociclismo desde 1981 hasta 1990. Es el segundo piloto argelino, después de Larbi Habbiche, en participar en pruebas del Mundial.

## Biografía
Según palabras del propio, Hassaine su fecha de nacimiento no es muy segura ya que el ayuntamiento de su pueblo en Argelia se incendió. No sería hasta 1978 cuando empieza a participar con su amigo Bruno Vecchioni en el Honda Challenge y en 1981 participaría en algunas pruebas del Mundial. En 1983, disputa la Bol d'Or con una pequeña fábrica francesa. Ese mismo año compitió regularmente en el Mundial en 125 cc con Morbidelli. Gracias a su hermano Log, armó una nueva moto con un cuadro de acero CD4S más convencional, y en 1987 logró sus primeros puntos. En el Gran Premio de Suecia podría haber conseguido un podio pero la meta no está en el mismo lugar que la salida y levantó los brazos demasiado temprano. Un error que finalmente lo hará sexto. Al año siguiente no pudo reproducir la misma temporada y terminó su carrera en 1990.

## Resultados en el Campeonato del Mundo
Sistema de puntuación desde 1969 hasta 1987:
| Posición | 1.º | 2.º | 3.º | 4.º | 5.º | 6.º | 7.º | 8.º | 9.º | 10.º |
| Puntos   | 15  | 12  | 10  | 8   | 6   | 5   | 4   | 3   | 2   | 1    |

Sistema de puntuación desde 1988 hasta 1991:
| Posición | 1.º | 2.º | 3.º | 4.º | 5.º | 6.º | 7.º | 8.º | 9.º | 10.º | 11.º | 12.º | 13.º | 14.º | 15.º |
| Puntos   | 20  | 17  | 15  | 13  | 11  | 10  | 9   | 8   | 7   | 6    | 5    | 4    | 3    | 2    | 1    |

### Carreras por año
(Carreras en negrita indica pole position; Carreras en cursiva indica vuelta rápida)
| -    | Año   | Clase      | Moto    | 1       | 2       | 3       | 4       | 5       | 6       | 7       | 8       | 9       | 10      | 11      | 12     | 13     | 14    | Pts. | Pos. |
| ---- | ----- | ---------- | ------- | ------- | ------- | ------- | ------- | ------- | ------- | ------- | ------- | ------- | ------- | ------- | ------ | ------ | ----- | ---- | ---- |
| 1981 | 125cc | Morbidelli | AUT -   | GER -   | NAT -   | FRA 23  | YUG -   | NED -   | BEL -   | RSM -   | GBR -   | FIN -   | SWE -   |         |        |        |       | 0    | -    |
| 1982 | 125cc | MBA        | ARG -   | AUT -   | FRA Ret | ESP Ret | NAT -   | NED -   | BEL -   | YUG -   | GBR -   | SWE -   | FIN -   | CZE Ret |        |        |       | 0    | -    |
| 1983 | 125cc | MBA        |         | FRA Ret | NAT Ret | GER 22  | ESP Ret | AUT -   | YUG Ret | NED -   | BEL 24  | GBR Ret | SWE 18  | RSM 13  |        |        |       | 0    | -    |
| 1984 | 125cc | MBA        | RSA Ret | NAT 11  | ESP Ret |         | GER -   | FRA Ret |         | NED -   |         | GBR -   | SWE -   | RSM -   |        |        |       | 0    | -    |
| 1985 | 125cc | MBA        |         | ESP -   | GER -   | NAT Ret | AUT -   |         | NED -   | BEL Ret | FRA 18  | GBR DNS | SWE -   | RSM 21  |        |        |       | 0    | -    |
| 1986 | 125cc | MBA        | ESP Ret | NAT -   | GER DNQ | AUT -   | YUG -   | NED -   | BEL DNQ | FRA Ret | GBR Ret | SWE Ret | RSM Ret | BDW Ret |        |        |       | 0    | -    |
| 1987 | 125cc | MBA        |         | ESP 25  | GER Ret | NAT DNQ | AUT -   |         | NED -   | FRA Ret | GBR Ret | SWE 13  | CZE 9   | RSM 15  | POR 13 |        |       | 2    | 22.º |
| 1988 | 125cc | Honda      |         |         | ESP 20  |         | NAT DNQ | GER 14  | AUT 25  | NED DNQ | BEL 20  | YUG 21  | FRA Ret | GBR 14  | SWE 6  | CZE 18 |       | 14   | 25.º |
| 1989 | 125cc | Honda      | JPN -   | AUS -   |         | ESP Ret | NAT Ret | GER Ret | AUT 21  |         | NED DNQ | BEL Ret | FRA Ret | GBR 14  | SWE 20 | CZE -  |       | 2    | 42.º |
| 1990 | 125cc | Honda      | JPN 22  |         | ESP -   | NAT -   | GER 21  | AUT 23  | YUG DNS | NED -   | BEL Ret | FRA Ret | GBR DNQ | SWE DNQ | CZE -  | HUN 22 | AUS - | 0    | -    |